# 2000年代にデビューしたプロレスラー一覧
2000年代にデビューしたプロレスラー一覧は、2000年（平成12年）から2009年（平成21年）までの10年間にデビューしたプロレスラーの一覧である。

## 2000年(平成12年)
- 1月
  - KENSO(4日)
  - シェルトン・ベンジャミン(10日)
  - ディーン・オールマーク(21日)
- 2月
  - SYU(19日)
  - 清水基嗣(26日)
  - ダーネル・キットレル(26日)
  - 佐藤光留(27日)
- 3月
  - バンジー高田(9日)
  - Leon(15日)
  - ランディ・オートン(18日)
  - 小河真子(31日)
- 4月
  - マキシモ・セクシー(2日)
  - ラ・マスカラ(2日)
  - レイパロマ(2日)
  - ポール・ロンドン(7日)
  - 橋本友彦(14日)
  - 橘隆志(29日)
- 5月
  - ケビン・オーエンズ(7日)
  - 土井成樹(13日)
  - アンソニー・W・森(13日)
  - ミラノコレクションA.T.(13日)
  - マーク・ブリスコ(20日)
  - ジェイ・ブリスコ(20日)
  - KENTA(24日)
  - 力皇猛(28日)
- 6月
  - ケン片谷(11日)
- 7月
  - ミステル・カカオ(29日)
  - 岩佐拓(31日)
- 8月
  - 西千明(3日)
- 9月
  - ジョーイ・ライアン(1日)
  - 吉野正人(2日)
  - 大鷲透(2日)
  - 大柳錦也(2日)
  - 佐々木義人(7日)
  - ガルーダ(7日)
  - アルベルト・エル・パトロン(29日)
  - 西尾美香(30日)
  - グンソ(不明)
- 10月
  - マット・サイダル(20日）
  - "brother"YASSHI(20日)
  - ジャック・エバンス(22日)
- 11月
  - 三島来夢(10日)
  - Hi69(19日)
  - ヤス・ウラノ(19日)
  - ドラゴン・ユウキ(19日)
  - オースチン・エリーズ(24日)
  - 大森彩乃(26日)
  - "黒天使"沼澤邪鬼(27日)
- 12月
  - 山縣優(3日)
  - 道菅康彦(9日)
  - 中台宣(9日)
  - 唯我(10日)
  - 山本千歳(10日)
  - 杉浦貴(23日)
  - 安倍健治(24日)
  - クラウディオ・カスタニョーリ(24日)
  - MARU(29日)
- 不明
  - ソルジャー

## 2001年(平成13年)
- 1月
  - 美幸涼(5日)
- 2月
  - HARASHIMA(15日)
- 3月
  - 大久保一樹(20日)
- 4月
  - アルファ・フィーメル(7日)
  - 賀川照子(8日)
  - 真霜拳號(27日)
  - 柏田千秋(29日)
- 5月
  - グルクンマスク(6日)
  - 佐々木日田丸(13日)
  - 近藤修司(18日)
  - 小川内潤(18日)
  - 丸山敦(19日)
- 6月
  - 佐藤耕平(14日)
  - 松尾永遠(24日)
  - ドラゴン・ロホ・ジュニア(28日)
- 7月
  - ミスシェフ(19日)
  - デリリアス(19日)
  - 富松恵美(22日)
- 8月
  - 池田誠志(11日)
  - U.M.A(11日)
  - 桜花由美(19日)
  - 宮本和志(19日)
- 9月
  - 崔領二(1日)
  - 近藤博之(16日)
  - 門馬秀貴(21日)
  - 未来(23日)
  - 森居知子(23日)
- 10月
  - 佐藤綾子(28日)
  - 前村早紀(28日)
- 11月
  - マイキー・ニコルス(4日)
  - ロバート・アンソニー(23日)
  - プリンス・デヴィット(23日)
  - サン・ポール(23日)
  - Baby-M(25日)
  - KUDO(30日)
- 12月
  - 境摩夜(1日)
  - 菅原拓也(2日)
  - ジェイ・リーサル(7日)
  - 三和太(12日)
  - PSYCHO(13日)
  - 桜井亜矢(15日)
  - 大家健(20日)
  - Ryoko(20日)
  - 鈴木鼓太郎(24日)

## 2002年(平成14年)
- 1月
  - 大石真翔(4日)
  - ハイビスカスみぃ(4日)
  - 十嶋くにお(4日)
  - ピーティー・ウィリアムズ(23日)
- 2月
  - 新納刃(20日)
  - ダーク・エンジェルサリータ(22日)
- 3月
  - アレックス・シェリー(2日)
  - 松本だいすけ(25日)
- 4月
  - シルバー・ウルフ(20日)
  - JOE(20日)
  - DJニラ(20日)
  - 男色ディーノ(29日)
  - バトル・シャーク(29日)
- 5月 
  - カール・アンダーソン(10日)
  - 石森太二(11日)
  - Kagetora(11日)
  - ラッセ(11日)
  - のはしたろう(11日)
  - バラモン・シュウ(11日)
  - バラモン・ケイ(11日)
  - 田島久丸(11日)
  - 矢野通(18日)
  - 若鷹ジェット信介(21日)
  - ハロウィック(22日)
- 6月
  - 原学(9日)
  - マラカリ・ブラック(18日)
  - 井上勝正(20日)
  - X No.4(23日)
- 7月
  - 房総ボーイ雷斗(3日)
  - 和田城功(7日)
  - 旭志織(9日)
  - 木高イサミ(18日)
  - X No.5(23日)
- 8月
  - シャドーフェニックス(3日)
  - xXXx(11日)
  - 中邑真輔(29日)
- 9月
  - フレッド・ルーザー(11日)
  - 柳沼寛香(18日)
  - ダッシュ・ワイルダー(22日)
  - 神谷龍(23日)
- 10月
  - ゴージャス松野(1日)
  - 小関香奈(6日)
  - ヨシタツ(12日)
  - エディ・キングストン(12日)
  - 斎藤啓子(13日)
  - アメージング・コング(20日)
  - ペドロ高石(20日)
- 11月 
  - ヘイリー・ヘイトレッド(2日)
  - Mr.マジック(4日)
  - 阿蘇山(10日)
  - 藤田峰雄(10日)
  - ベッキー・リンキ(11日)
  - 田口隆祐(22日)
  - 小粂あかね(22日)
- 12月
  - タイチ(2日)
  - 南野タケシ(7日)
  - 卍丸(7日)
  - Ken45゜(7日)
  - 谷嵜なおき(7日)
  - 門尾信彦(14日)
  - チャッキーT(15日)

## 2003年(平成15年)
- 1月
  - レッカ(23日)
  - 守部宣孝(31日)
- 2月
  - 長尾浩志(2日)
  - 闘牛・空(11日)
  - シェイン・ヘイスト(22日)
  - ベアー福田(22日)
- 3月
  - 柴山貴哉(16日)
  - 安沢たく(21日)
  - 河野真幸(29日)
- 4月
  - 矢郷良明(15日)
  - Hard core kid 狐次郎(20日)
  - リーランド・レイス(23日)
  - プロフェッサーイトー(不明)
- 5月
  - KAZMA SAKAMOTO(3日)
  - 田辺優(5日)
  - SUGI(11日)
  - めんたい☆キッド(11日)
  - アレックス・コズロフ(23日)
  - カウボーイビリー(24日)
  - 竹迫望美（30日）
- 6月
  - 石川修司(15日)
  - マイキー・バッツ(20日)
  - 柿本大地(26日)
  - 梅沢菊次郎(28日)
- 7月
  - 後藤洋央紀(6日)
  - 木村響子(20日)
  - 松本トモノブ(21日)
- 8月
  - イザベラ・スマザース(2日)
  - 宮本裕向(6日)
  - アイガー(17日)
  - スパーク青木(23日)
  - 澤宗紀(31日)
- 9月
  - エリック・ローワン(3日)
  - 秋山恵(11日)
  - 高梨将弘(14日)
  - 明石鯛我(14日)
  - Ray(15日)
  - 田村和宏(17日)
  - 安沢明也(21日)
- 10月
  - ラ・ソンブラ(3日)
  - 井上治(4日)
  - リコシェ(11日)
  - カブキキッド(11日)
- 11月
  - 浪口修(7日)
  - 火野裕士(23日)
  - 川崎亜沙美(24日)
- 12月
  - ザ・クレイジーSKB(13日)
  - 進祐哉(14日)
  - 小川樹里(14日)
  - 川田由美子(14日)
  - 柴田正人(17日)
  - スカルリーパーA-ji(21日)
  - ロミー鈴木(31日)

## 2004年(平成16年)
- 1月
  - 夏樹☆たいよう(3日)
  - 中嶋勝彦(5日)
  - バンビ(12日)
- 2月
  - 蒲原唯(28日)
  - 風香(29日)
- 3月
  - 小杉研太(7日)
  - 稲松三郎(21日)
  - 石川はじめ(21日)
  - 久保希望(26日)
  - PAC(27日)
  - 木村ネネ(28日)
  - ビオレント・ジャック(30日)
  - ペサディーヤ(30日)
- 4月
  - 市井舞(10日)
  - ザック・セイバーJr.(20日)
- 5月
  - CHANGO(8日)
  - プリティ太田(14日)
  - 大原はじめ(16日)
  - ツトム・オースギ(16日)
  - バナナ千賀(16日)
  - 松山勘十郎(16日)
  - アミーゴ鈴木(16日)
  - フィル・アトラス(24日)
  - 藤枝恵子(30日)
- 6月
  - 忍(6日)
  - MICKEY☆ゆか(8日)
  - ASUKA(16日)
  - チェリー(16日)
  - ジョン・モクスリー(20日)
- 7月 
  - 飯伏幸太(1日)
  - 農業ボーイ雷斗(3日)
  - バレッタ(10日)
  - 潮崎豪(24日)
  - 高橋裕二郎(26日)
  - スーパー・ササダンゴ・マシン(31日)
- 8月
  - マット・ジャクソン(8日)
  - ニック・ジャクソン(8日)
  - ダックス・ハーウッド(13日)
  - オカダ・カズチカ(29日)
- 9月
  - 渋谷シュウ(19日)
- 10月
  - 鷹木信悟(3日)
  - 由藍郁美(3日)
  - クリス・ヴァイス(9日)
  - 諏訪魔(11日)
  - 趙雲子龍(13日)
  - 高橋李佳(31日)
- 11月
  - 内田祥一(3日)
  - ニック・ネメス(3日)
  - 水波綾(3日)
  - 正岡大介(7日)
  - ミシェル・マクール(18日)
- 12月
  - フジタ"Jr"ハヤト(3日)
  - ガッツ石島(4日)
  - ダイスケ(4日)
  - 吉田隆司(13日)
  - ニック・オールディス(17日)
  - ジョー・ドーリング(19日)
  - NAO(26日)

## 2005年(平成17年)
- 1月
  - アントーニオ本多(4日)
  - サウザー(9日)
  - 岡部和久(9日)
  - ルーク・ギャローズ(22日)
  - 中川ともか(23日)
- 2月
  - ヨシヒコ(9日)
  - 春日萌花(13日)
  - 藤原秀旺(27日)
- 3月
  - B×Bハルク(5日)
  - ラム会長(6日)
  - 新泉浩司(21日)
- 4月
  - 戸澤陽(3日)
  - 神威(3日)
  - モンスター・ペイン(3日)
  - ドリュー・グラック(16日)
  - ルイス・マンテ(17日)
  - フェニックス(19日)
  - 小幡優作(24日)
  - 小峠篤司(29日)
  - 炎!修市(29日)
- 5月
  - 希月あおい(1日)
  - サラヤ(8日)
  - ブルアーマーTAKUYA(22日)
  - ダイナマイト東北(27日)
  - 優菜(28日)
- 6月
  - クレイグ・クラシック(18日)
- 7月
  - マスカラ・ドラダ(14日)
  - ブラアン・ケイジ(15日)
- 8月
  - 曙(4日)
  - きのこ(7日)
  - あいか(7日)
  - 佐々木幹矢(7日)
  - ディエゴ(14日)
  - 石井美紀(28日)
- 9月
  - ジャングル・バード(13日)
  - KUSHIDA(16日)
  - 吉川祐太(18日)
  - トニー・ニース(23日)
- 10月
  - カツオ(5日)
  - バンクーバー・キャット(13日)
  - 佐藤悠己(22日)
  - 久保佑允(22日)
  - 佐々木大輔(22日)
  - 中里哲也(22日)
  - 中澤マイケル(23日)
  - エル・ファンタズモ(30日)
  - 早乙女未来(30日)
- 11月
  - 竜剛馬(3日)
  - セリーナ・ディーブ(4日)
  - ビッグバン・ウォルター(19日)
  - ドラゴンソルジャーLAW(23日)
- 12月
  - マスクドミステリー(3日)
  - タコヤキーダー(3日)
  - ロッキー川村(4日)
  - ピエール・マルソー(17日)
  - 星野勘九郎(23日)
  - 青木篤志(24日)
  - 谷口周平(24日)
  - 伊藤旭彦(24日)
  - 太田一平(24日)

## 2006年(平成18年)
- 1月
  - ブルート一生(3日)
  - 中島安里紗(3日)
  - 帝嘩怒(3日)
  - 高西翔太(15日)
  - 平澤光秀(28日)
- 2月
  - 房総ボーイMild(6日)
  - みなみ飛香(12日)
  - マイク・ベイリー(18日)
- 3月
  - 松永智充(4日)
  - 浦井百合(11日)
- 4月
  - KING(30日)
- 5月
  - 内藤哲也(27日)
  - ミスター6号(27日)
  - 里歩(29日)
  - 千葉智紹(31日)
- 6月 
  - 諸橋正美(4日)
  - 聖菜(4日)
  - ケリー・ケリー(13日)
  - Cody(16日)
  - 小川聡志(18日)
- 7月
  - ウィル・フェラーラ(1日)
  - DASH・チサコ(9日)
  - 仙台幸子(9日)
  - 奥田朱理(9日)
  - 松本浩代(16日)
  - 中森華子(16日)
  - 梶トマト(17日)
  - 勇気彩(17日)
  - 真琴(25日)
  - YAMATO(29日)
  - HAYATA(30日)
- 8月
  - 原田大輔(5日)
  - 浦えりか(20日)
- 9月
  - ホノ(9日)
  - 牧場みのり(9日)
  - スミヒデアキ(10日)
  - 田口御郁子(23日)
  - 光矢裕華(30日)
- 10月
  - \(^o^)/チエ(9日)
  - 宍戸幸之(20日)
  - アルティメット・スパイダーJr.(28日)
- 11月
  - 野崎渚(3日)
  - ゼウス(11日)
  - 滝澤大志(19日)
  - ヒロ・トウナイ(19日)
  - ランディ拓也(19日)
- 12月
  - ウルフ智也(1日)
  - 吉田考志(3日)
  - Kzy(9日)
  - ルパン松谷(9日)
  - 大畠美咲(10日)
  - 大木アスカ(24日)
  - 星誕期(29日)

## 2007年(平成19年)
- 1月
  - フランソワーズ☆(5日)
  - 竹田誠志(20日)
  - アレックス・レイノルズ(27日)
- 2月
  - 田中祐樹(11日)
  - チェーズ・オーエンズ(17日)
  - KAI(22日)
  - 大和ヒロシ(22日)
  - 矢野啓太(25日)
- 3月
  - 紫雷美央(4日)
  - 紫雷イオ(4日)
  - スーパータイガー(7日)
  - BUSHI(12日)
  - SANADA(13日)
  - 山田太郎(24日)
  - キラ☆アン(31日)
- 4月
  - 征矢学(11日)
  - 坂口征夫(27日)
  - タダスケ(29日)
  - 中島洋平(29日)
- 5月
  - フランク篤(20日)
- 6月
  - 大島くじら(2日)
  - 美月凛音(8日)
  - 日向寺塁(16日)
  - 愛澤No.1(16日)
  - タカ・クノウ(29日)
- 7月
  - カーティス・アクセル(13日)
  - ルーシュ(29日)
- 8月 
  - 安部行洋(5日)
  - 本橋裕子(5日)
- 9月
  - 山口竜志(1日)
  - 澤田敦士(8日)
  - バディ・マシューズ(8日)
  - 間下隼人(21日)
  - AJ・リー(29日)
  - ヤス久保田(30日)
  - ヒデ久保田(30日)
- 10月
  - 谷口勇武(7日)
  - 将火怒(11日)
  - 雫有希(13日)
  - 梶原慧(14日)
  - 安藤あいか(14日)
- 11月
  - 三州ツバ吉(18日)
  - しもうま和美(23日)
- 12月
  - ピンキー真由香(9日)
  - GOSAMARU(27日)

## 2008年(平成20年)
- 1月
  - 駿河一(2日)
  - 関根龍一(3日)
  - 問題龍(11日)
  - コートニー・ラッシュ(30日)
- 2月
  - マイク・コークラン(10日)
  - 宮原健斗(11日)
  - 起田高志(11日)
  - 藤永幸司(16日)
- 3月
  - 拳王(2日)
  - マット・ターバン(7日)
  - ブライアン・ブレイカー(8日)
  - ロビー・イーグルス(9日)
  - 石川晋也(11日)
  - 斎藤譲(26日)
- 4月
  - 翔太(19日)
  - 美ら海セイバー(19日)
  - 山本SAN(19日)
  - アダム・コール(26日)
  - メラニー・クルーズ(26日)
  - 入江茂弘(30日)
  - ジュビア(30日)
- 5月
  - 及川千尋(9日)
  - 三原一晃(10日)
  - 桜島なおき(10日)
  - 星ハム子(11日)
  - アダム・ペイジ(24日)
- 6月
  - 山本裕次郎(1日)
  - ダイナスティ(6日)
  - イライアス(7日)
  - 岡林裕二(27日)
- 7月 
  - 赤城はるな(5日)
  - 石井慧介(6日)
  - YOSHI-HASHI(6日)
  - だいのぞみ(13日)
  - ルー・ルルル(30日)
- 8月
  - めでタイガーマスク(13日)
  - カラテバラモン(17日)
  - 志田光(23日)
  - 藤本つかさ(23日)
  - 松本都(23日)
  - 花月(24日)
- 9月
  - ニッキー・クロス(20日)
- 10月 
  - 吉岡世起(5日)
  - TORU(12日)
  - ミクロ(18日)
  - カヨ☆フジモリ(18日)
  - ヤマダマンポンド(21日)
  - 朱里(26日)
- 11月
  - 浜亮太(3日)
  - 今成夢人(11日)
  - ヲロチ(15日)
  - 三州ツバ吉(18日)
  - ミロ(22日)
  - 鈴木秀樹(24日)
  - 池田昌樹(30日)
- 12月
  - 河上隆一(4日)
  - YO-HEY(22日)
  - 近野剣心(22日)

## 2009年(平成21年)
- 1月
  - ジュース・ロビンソン(3日)
- 2月
  - ボディガー(11日)
  - 高野忍(14日)
  - フェリスト(27日)
- 3月
  - 剣舞(14日)
  - 吉野達彦(21日)
- 4月
  - ジェフ・コブ(6日)
  - Kotoka(6日)
  - マリーンズマスク(初代)(12日)
  - ヨーネルサンダース(12日)
- 5月
  - 石切(3日)
  - 谷口智一(4日)
  - ケイ・リー・レイ(30日)
- 6月
  - ジェイソン・リー(6日)
  - 拳剛(27日)
  - 伊橋剛太(28日)
- 7月
  - エイサー8(4日)
  - レブロン(5日)
  - セドリック・アレクサンダー(17日)
  - 影山道雄(18日)
- 8月
  - トレイ・ミゲル(1日)
  - ダルトン・キャッスル(2日)
  - ビル・モリッシー(15日)
  - アポロ・クルーズ(17日)
  - ミア・イム(22日)
  - 高尾蒼馬(23日)
  - 長野美香(23日)
- 9月
  - 杉浦透(20日)
  - 石橋葵(20日)
  - 塚本拓海(21日)
  - 橋本和樹(21日)
  - 政岡純(26日)
- 10月
  - 沙耶(8日)
  - トニー・ストーム(9日)
  - 柿沼謙太(24日)
  - ルチャザウルス(25日)
- 11月
  - 奥田啓介(3日)
  - 定アキラ(3日)
  - ばってん×ぶらぶら(8日)
  - 彰人(23日)
  - サンタナ・ギャレット(27日)
- 12月
  - タケシマケンヂ(6日)
  - イホ・デ・ドクトル・ワグナー・ジュニア(9日)
  - 吉田憂次(10日)
  - フラミータ(12日)
  - エル・イホ・デル・パンテーラ(20日)
  - 小松奈央(23日)
  - 川野夏実(31日)